# Madame Suin
Marie-Denise Vriot, född 1742, död 1817, var en fransk skådespelare.  Hon var känd under artistnamnet Madame Suin på Comédie-Française i Paris, där hon var engagerad 1775-1819.  
Hon spelade främst modersroller. Hon var även engagerad i teaterns administration och ekonomi och ofta anlitad för att utföra affärsuppgifter åt teatern. Hon beskrivs som en kultiverad intellektuell som flitigt frekventerade diskussionssalongerna i Paris. 